# 野訥
野讷（1278年—1317年），元朝大臣，畏兀儿人，集賢大學士脫列之子。
野讷事奉皇曾孙爱育黎拔力八达于潜邸。大德九年（1305年）随他奉母妃答己出居怀州。跟随之人孤單薄弱，多有心怀离去的打算。只有野訥面对艰难无所畏惧。大德十一年（1307年），元成宗去世后，權臣没有遣使向宗藩告哀。爱育黎拔力八达听说后，將从懷州入京，宮臣多数以为不可。野訥秘密对爱育黎拔力八达说：「天子晏駕而皇子已早亡，天下無主，邪恶的阴謀興兴。懷寧王及殿下，是世祖、裕皇的賢孫，人心所向已久。应该马上奉太妃入朝定大計，迎立懷寧王。」爱育黎拔力八达二月至京師，誅杀权臣，遣使迎立懷寧王海山。海山即位为元武宗，召野訥，賜玉帶，授嘉議大夫、祕書監。爱育黎拔力八达居東宮，野讷兼太子右庶子，转任侍御史、崇祥院使，兼將作院使。福建有綉工，工官召集民間子女居住在集市，便于督責，官吏于是获取奸利，野訥上奏废止，福建人感激高兴。不久兼任太醫院使。爱育黎拔力八达即位为元仁宗，他請求召来文武老臣，咨以朝政。又請将中都苑囿還给百姓。拜为樞密院副使，進同知樞密院事。命為中書平章政事，推辭不拜。野訥在省臺、入侍禁中，关于國家事有不便，就向皇帝上言，皇帝無不采納。但他为人韜晦，讨厌自满，不向外泄露秘密。延祐四年去世，年四十岁。贈推誠保節翊運功臣、金紫光祿大夫、行中書省左丞相、上柱國、趙國公，諡忠靖。其弟阿禮海牙。